# Orangaslia dipperae
Orangaslia dipperae är en korallart som beskrevs av Philip Alderslade 200. Orangaslia dipperae ingår i släktet Orangaslia och familjen Xeniidae. Inga underarter finns listade i Catalogue of Life.